# National Baseball Hall of Fame and Museum
National Baseball Hall of Fame and Museum är ett museum och hall of fame i Cooperstown i delstaten New York i USA där man bedriver forskning kring basebollens historia i USA, ställer ut basebollrelaterade föremål och hedrar personer som varit betydelsefulla för basebollens utveckling i allmänhet och för Major League Baseball (MLB) i synnerhet. Museet kallas ofta bara "Cooperstown" efter den lilla stad med färre än 2 000 invånare där museet ligger.
Museet har mer än 40 000 fysiska föremål och 200 000 basebollkort i sina samlingar, som även innehåller nästan tre miljoner dokument inklusive 250 000 fotografier och 14 000 timmar inspelat material.

## Historia
Museet öppnade den 12 juni 1939 efter ett initiativ av Stephen C. Clark, som bodde i Cooperstown. Han fick gehör för sin idé om ett basebollmuseum hos presidenten i basebolligan National League, Ford C. Frick. Syftet med Clarks initiativ var dels att hylla och bevara basebollen, the national pastime, och dels att skapa ett ekonomiskt uppsving för Cooperstown. Att museet skulle ligga just i Cooperstown berodde på att en kommission 1907 hade kommit fram till att en man vid namn Abner Doubleday, som var officer i nordstatsarmén under amerikanska inbördeskriget och deltog i slaget vid Fort Sumter och slaget vid Gettysburg, skapade sporten baseboll 1839 i Cooperstown. Detta har senare visat sig vara en myt. Dock är basebollarenan i Cooperstown, Doubleday Field, döpt efter honom. Där spelas varje sommar Hall of Fame Classic, en uppvisningsmatch med före detta spelare från MLB inklusive några som är invalda i museets hall of fame.
Vid museets invigning 1939 närvarade flera legendariska spelare såsom Babe Ruth, Walter Johnson, Cy Young, Honus Wagner, Tris Speaker, Eddie Collins, Nap Lajoie, George Sisler, Grover Cleveland Alexander, Connie Mack och Ty Cobb. Lou Gehrig kunde inte närvara då han var för sjuk i amyotrofisk lateralskleros (ALS).

## Hall of fame
Mest känd för basebollfans och allmänhet är nog museet för den skara berömdheter inom MLB som sedan 1936 har invalts i museets hall of fame. De första valdes alltså in innan museet ens hade öppnat. Det finns fyra olika kategorier som man kan väljas in som, nämligen spelare, tränare, ledare/pionjär och domare. 2024 fanns det 346 personer invalda i hall of fame, varav 273 spelare, 40 ledare/pionjärer, 23 tränare och tio domare.
Det är journalister som är medlemmar i Baseball Writers' Association of America (BBWAA) som har rätt att rösta vid val av nyligen pensionerade spelare till hall of fame. Man kan rösta på en spelare först när det har gått fem år sedan dennes sista match. Minst 75 % av de röstande måste rösta på en kandidat för att denne ska bli invald. Om minst 5 % av de röstande röstar på en kandidat får denne vara med på röstsedeln även nästa år, men man kan bara vara kvar på röstsedeln i maximalt tio år.
När det gäller spelare som pensionerats för länge sedan, tränare, ledare/pionjärer och domare är det olika kommittéer som väljer.
1936 invaldes de fem första i hall of fame, alla i kategorin spelare. Dessa fem äldre stora stjärnor var Ty Cobb, Babe Ruth, Honus Wagner, Christy Mathewson och Walter Johnson. Vid den omröstningen gick det att rösta på alla som spelat i MLB fram till dess och bland de största namnen att inte väljas in kan nämnas Tris Speaker, Cy Young och Rogers Hornsby. Dessa valdes dock in under senare omröstningar.

## Fotogalleri

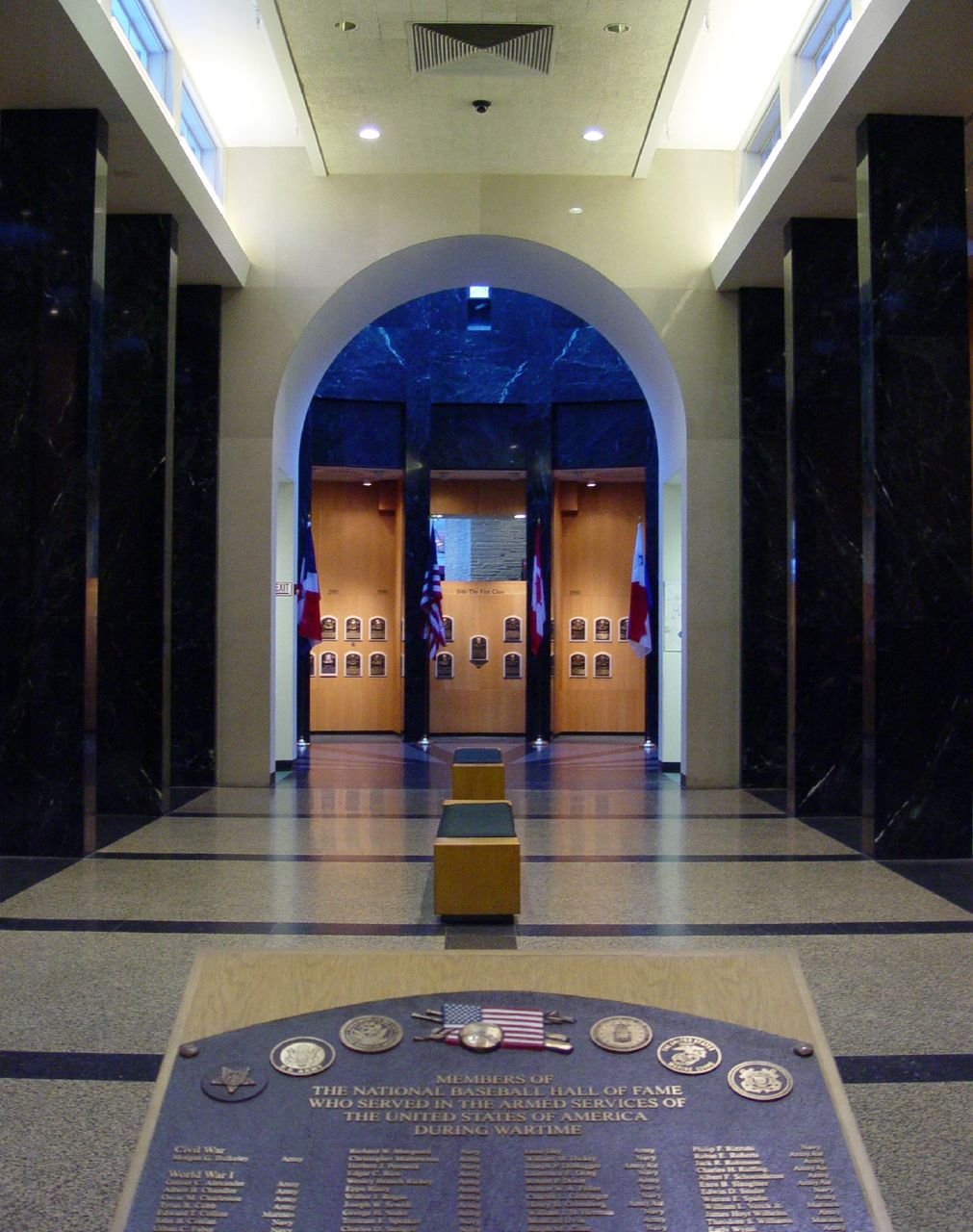
Hall of fame.
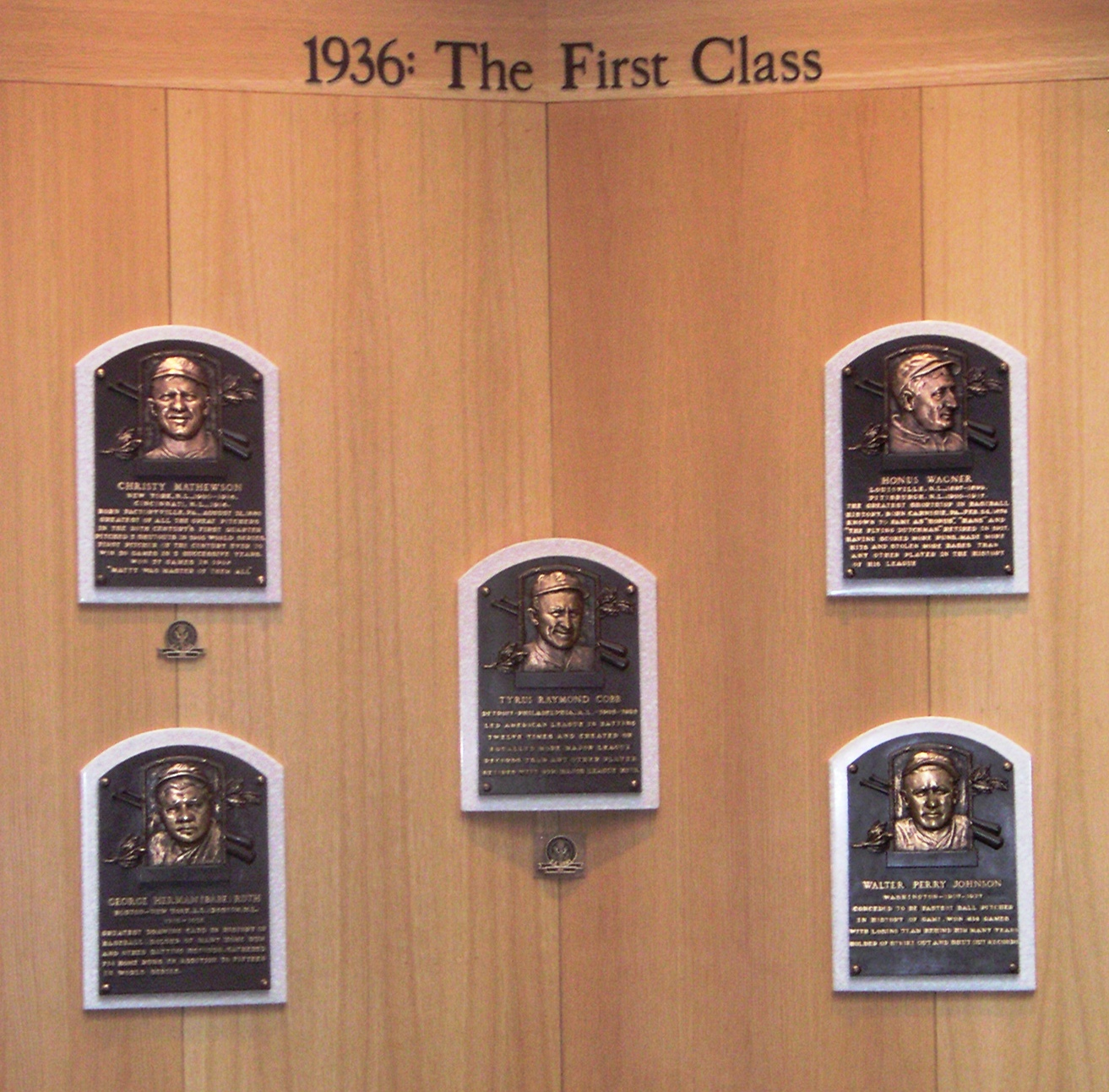
De fem först invaldas minnestavlor.
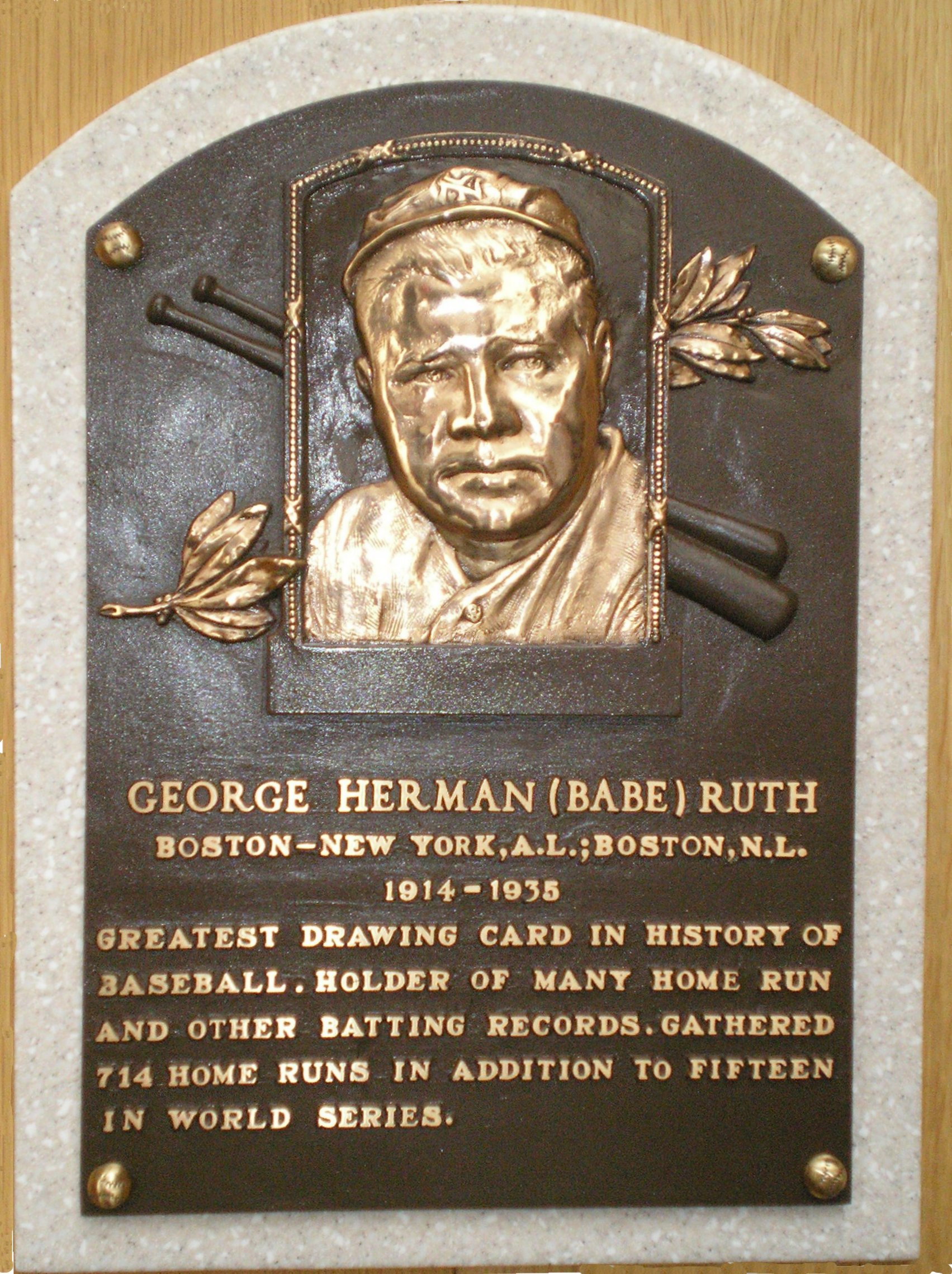
Babe Ruths minnestavla.
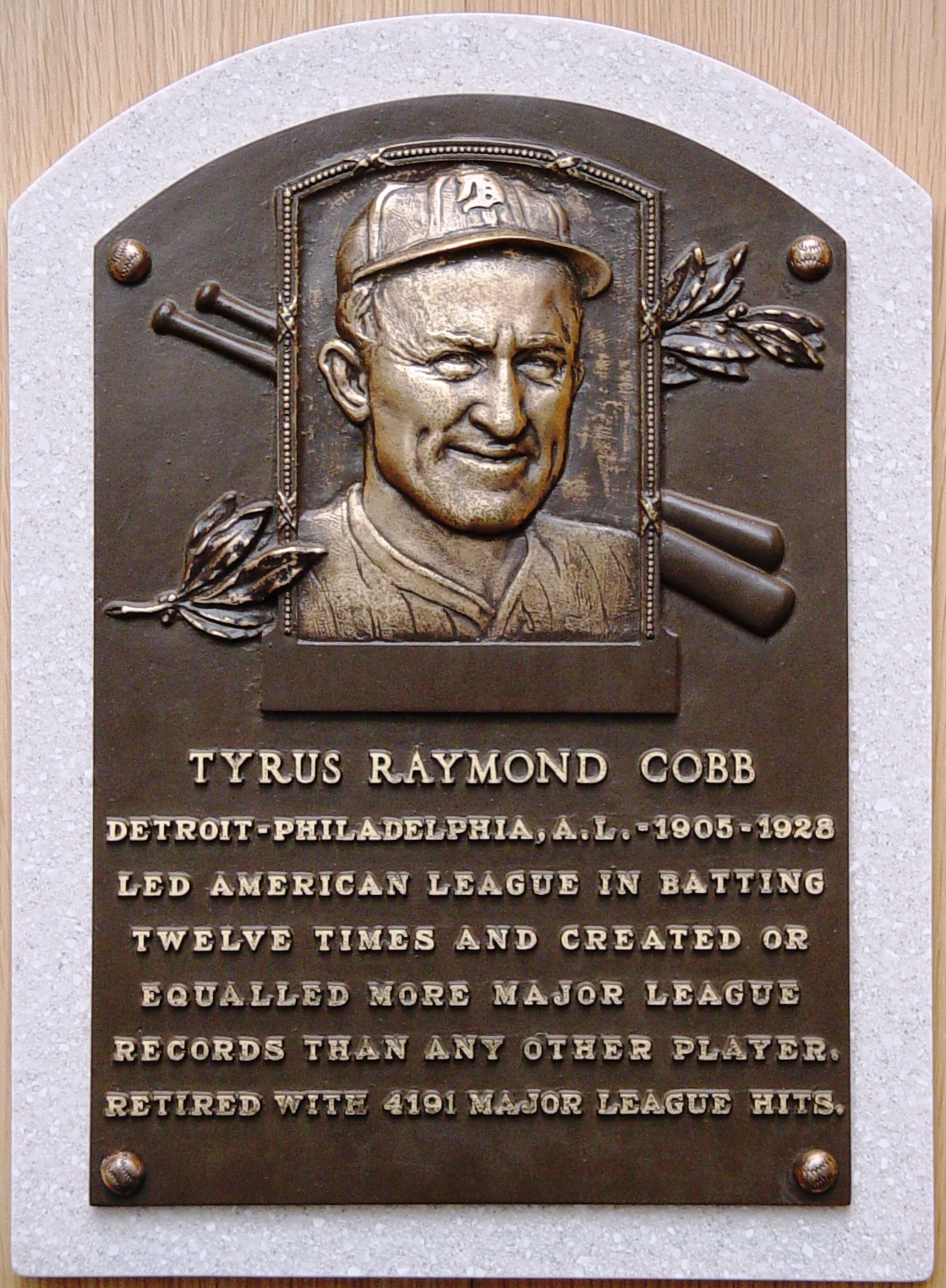
Ty Cobbs minnestavla.
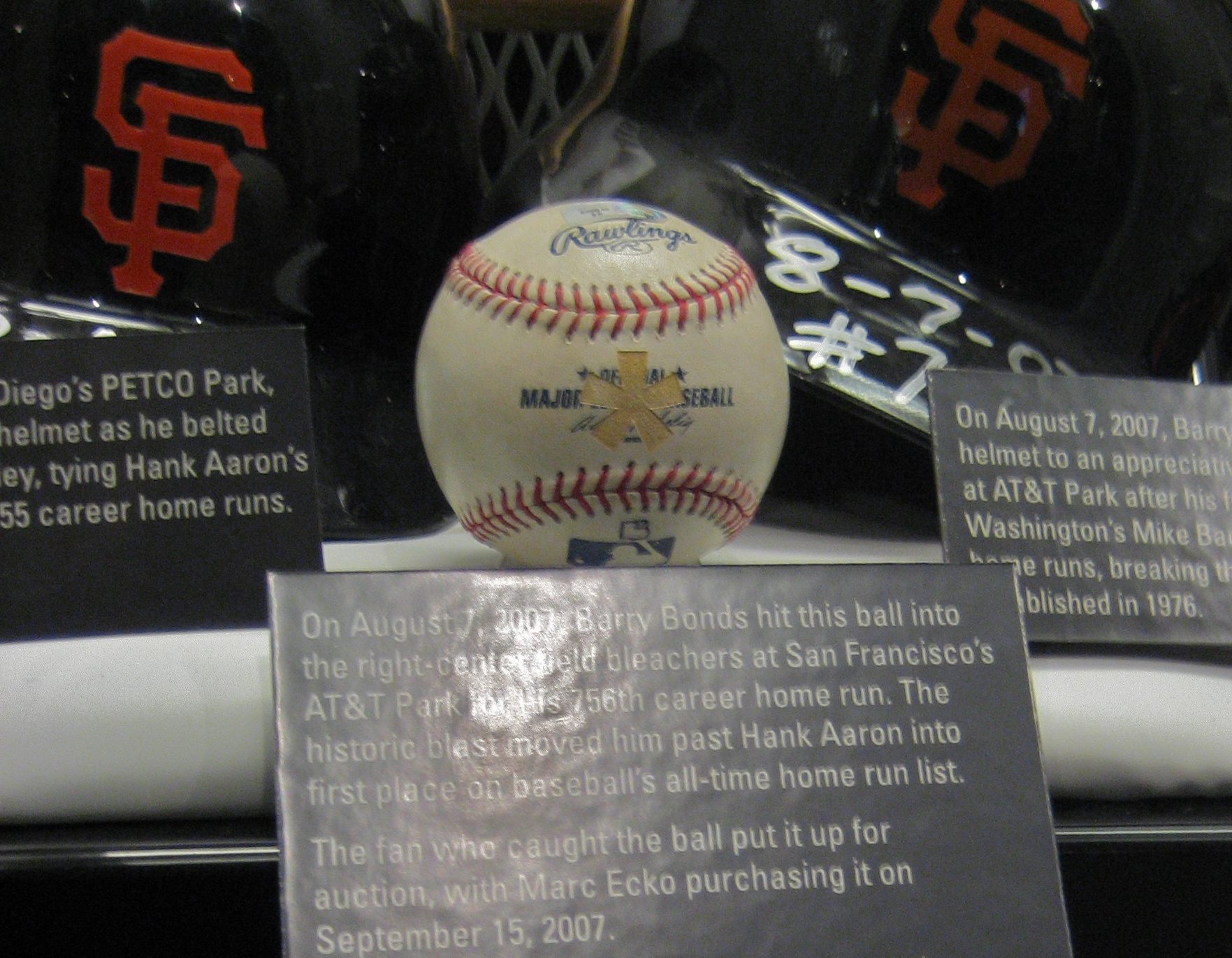
Bollen som Barry Bonds slog sin 756:e homerun med.
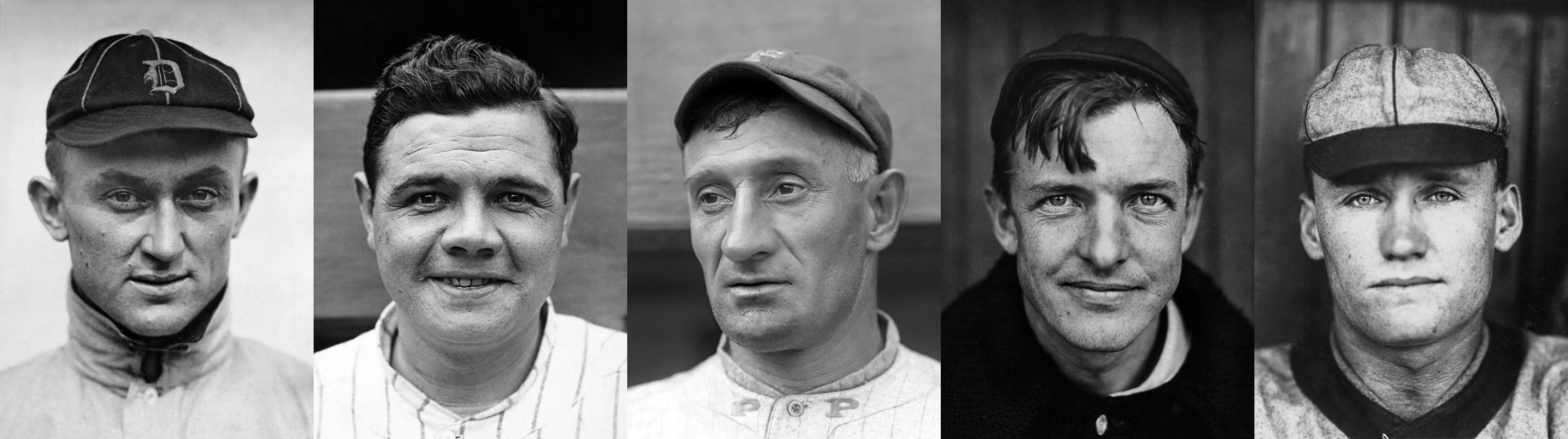
Ty Cobb, Babe Ruth, Honus Wagner, Christy Mathewson och Walter Johnson.